# 片岡善雄
片岡 善雄（かたおか よしお、1943年9月29日 - ）は、日本の経営者。東洋ゴム工業（現在のTOYO TIRE）社長を務めた。

## 来歴・人物
山口県出身。1966年に松山商科大学（現在の松山大学）を卒業し、同年に東洋ゴム工業に入社した。1998年6月に取締役に就任し、2000年6月に専務を経て、2002年4月には社長に就任した。2008年1月に取締役相談役に就任し、2009年6月から相談役を務めた。